# Vác–Pesti-Duna-völgy
A Vác–Pesti-Duna-völgy a Duna menti síkság kistája, annak északi nyúlványa Budapest és Pest vármegye területén, amely magában foglalja a Szentendrei-szigetet. Az erdős-sztyepp növényzettel rendelkező terület, Duna parti részein vízhez kötött élőhelytípusokkal.

## Kiterjedése és természetföldrajza

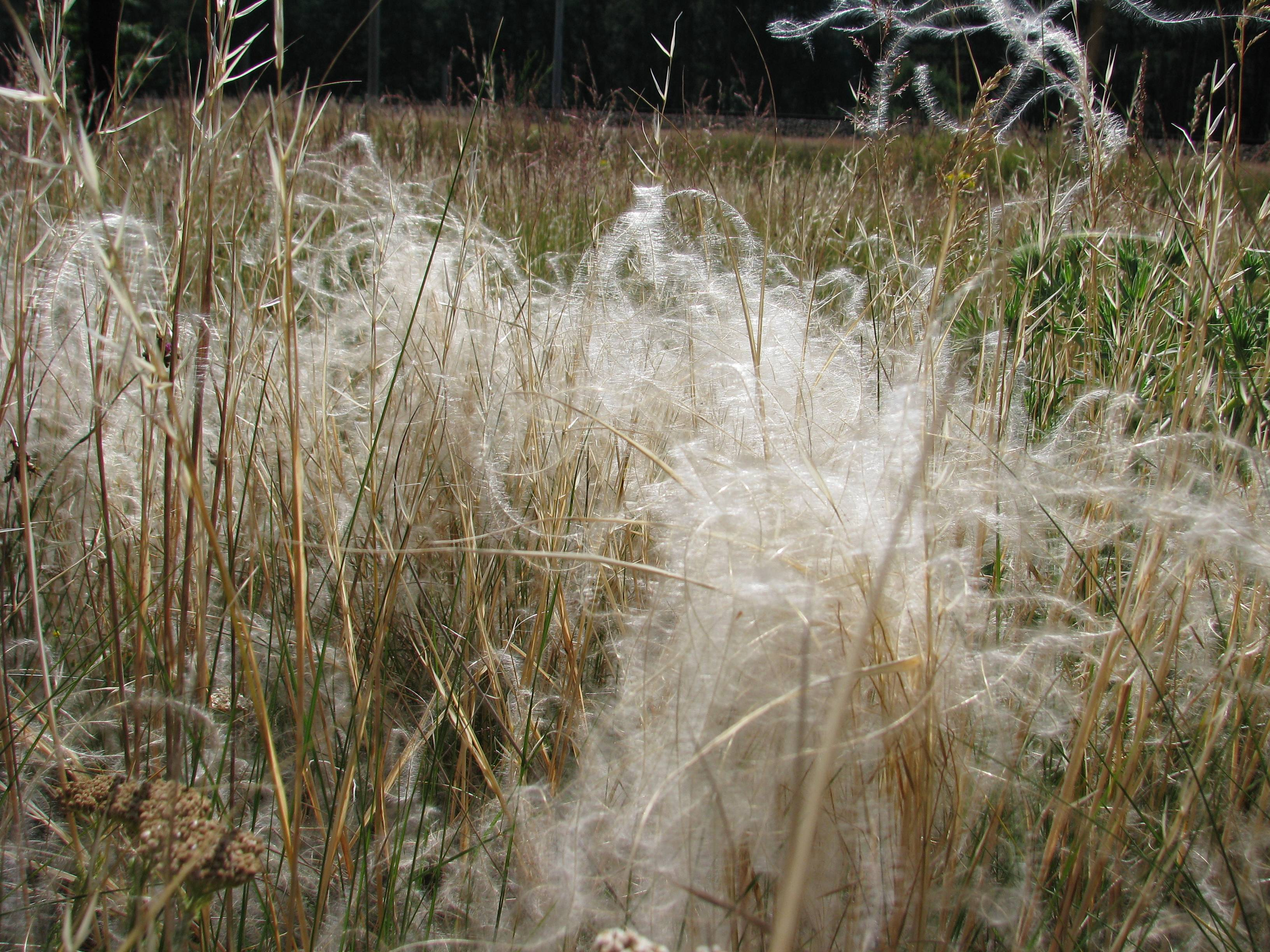
Homoki árvalányhaj (Stipa borysthenica)

A Duna völgyét és ártéri síkságát a Szentendrei-sziget északi csúcsától a Csepel-sziget északi csúcsáig, mintegy 50 kilométer hosszan magában foglaló kistáj. (Átfedésben a Dunakanyar régiójával.) Települései Budapestnek a Dunával közvetlenül érintkező városrészein túlmenően Budakalász, Szentendre, Leányfalu, Vác, valamint a Szentendrei-sziget falvai: Szigetmonostor, Pócsmegyer, Tahitótfalu és Kisoroszi. A Duna keleti partján a Pesti-síkságnak – Vác kivételével – a folyóig érő teraszaival határos, nyugaton a Duna völgytalpa szélesebb, a kistájhoz tartozó ártéri öblözetei helyenként kilométerekre is eltávolodnak a folyótól. Legmagasabb pontja Kisoroszinál 122 méter, legalacsonyabb tengerszint feletti magassága a Csepel-szigetnél 98 méter. Alaphegységét jellemzően triász kori karbonátos képződmények alkotják, az erre a pliocénban települt enyhén hullámos hordalékréteg, illetve a holocén öntésiszap alkotja a Vác–Pesti-Duna-völgy felszínét. A folyómeder földtörténeti változásai miatt jelentős kavicsos rétegsorokat rejt a föld Vác, Kisoroszi, Szentendre és Budakalász térségében. A kistáj területének 23%-a beépített, további 29%-a pedig vízfelület. Ezeken túlmenően a legjellemzőbb talajtípus a mezőgazdasági termelésre alkalmas réti öntéstalaj (14%), valamint a gyenge termékenységű futóhomokos és humuszos homoktalaj (19%)
Vízrajzát alapvetően a két ágra bomló és a kistáj területén ismét egyesülő Duna, illetve a mindkét oldalról a folyamba érkező patakok torkolati része határozza meg. Főbb mellékvizei a Duna bal oldalán a Gombás-patak, a Sződ–Rákos-patak, a Szilas-patak, a Rákos-patak, illetve jobbról a Szent János-patak, a Bükkös-patak, a Dera-patak, az Aranyhegyi-patak és az Ördög-árok.

## Növényzete

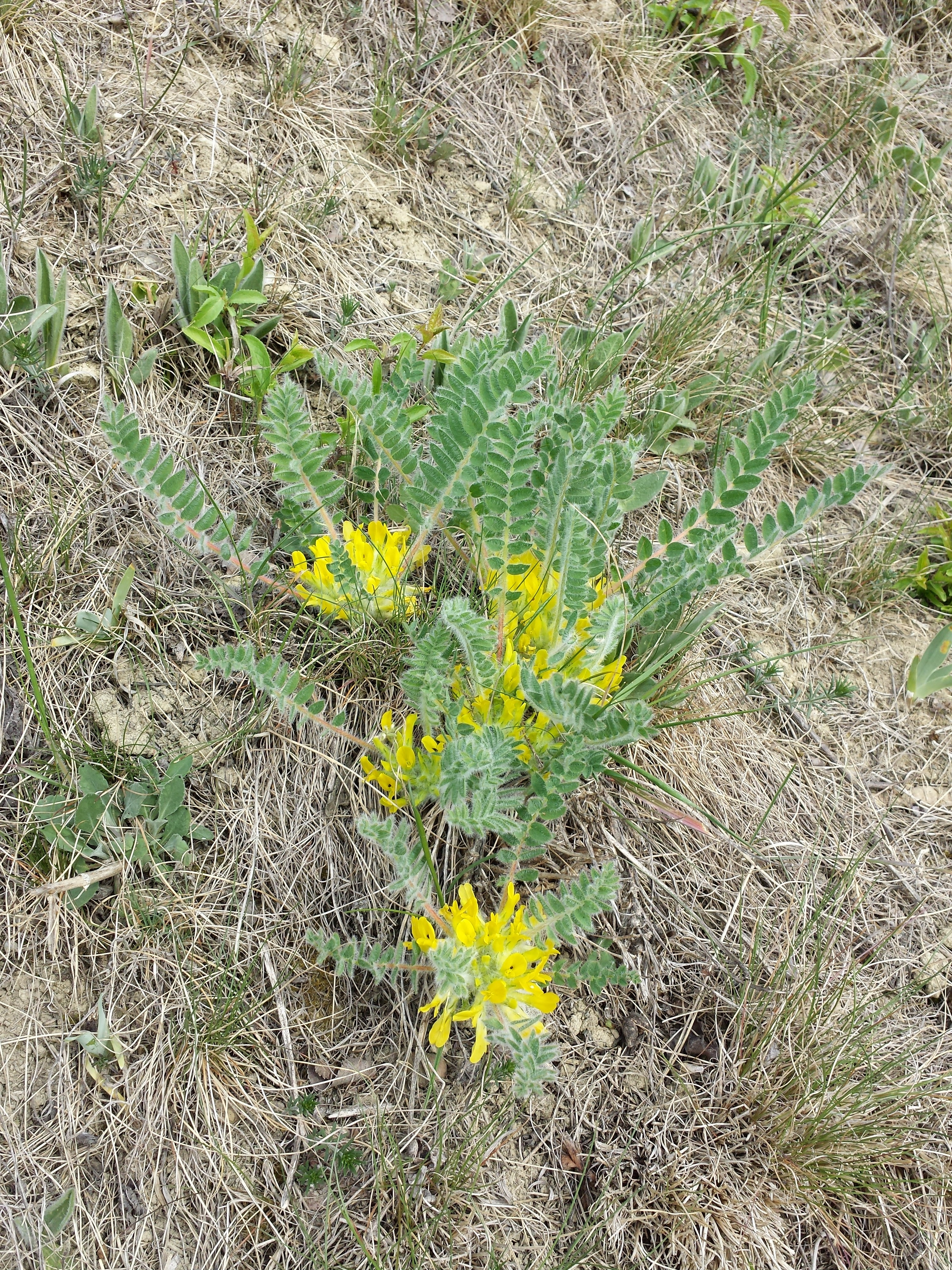
Szártalan csűdfű (Astragalus exscapus)

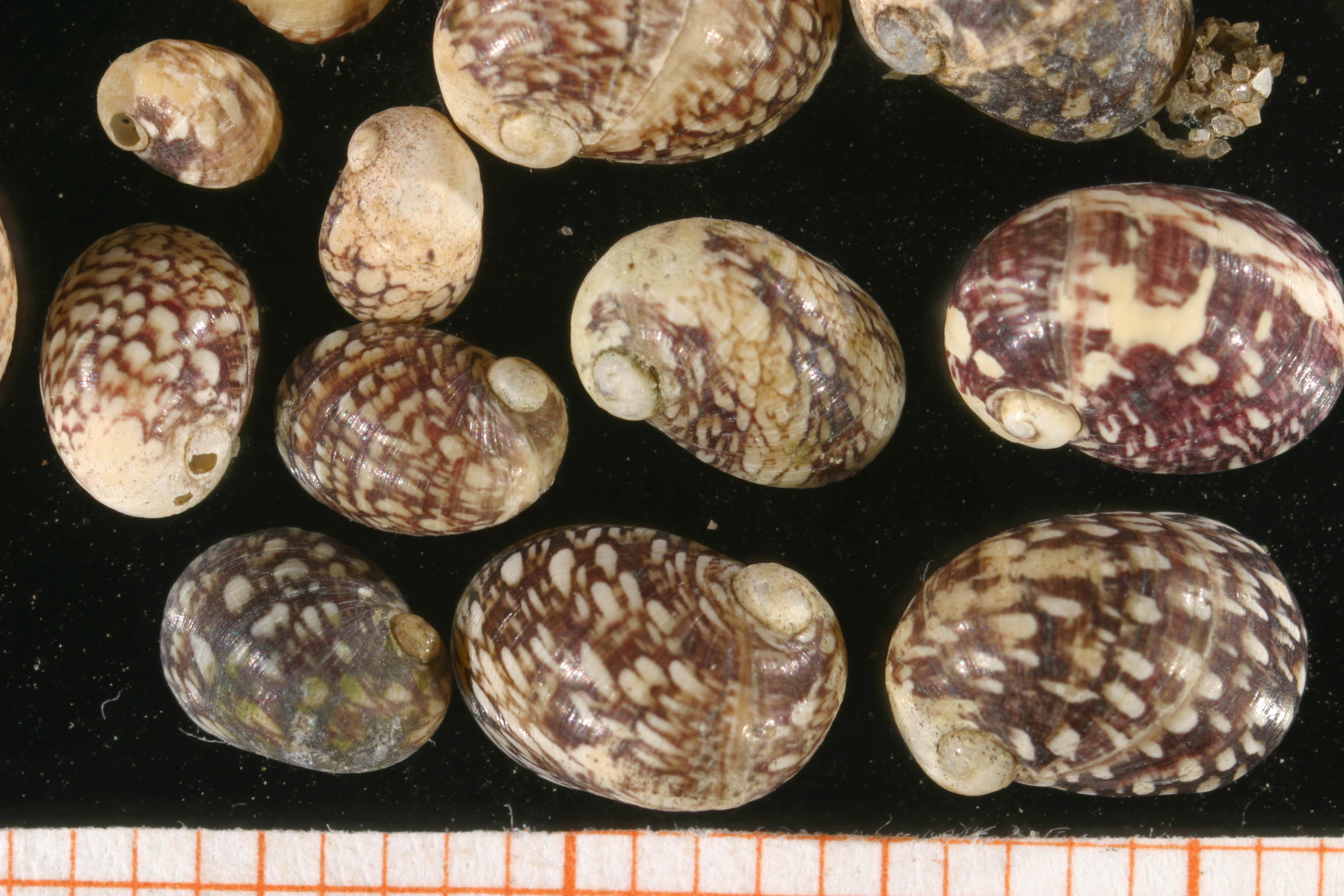
Folyami bödöncsiga (Theodoxus fluviatilis)

A kistáj természetes-természetközeli növényzetét ligetes jellegű galériaerdők, ligeti csillagvirág  ligeti szőlő alkotják, de az intenzív használat (turizmus) miatt ezt az állapot sokfelé már lényegesen megváltozott a behurcolt, helyükre telepített növényzet által: például sokfelé nemes-nyárasokat telepítettek az őshonos növényzet helyére.
A ligeterdők szegélyében ártéri kaszálókat, mocsár-, ritkán lápréteket találunk (szibériai nőszirom – Iris sibirica, kígyónyelv – Ophioglossum vulgatum). A Duna szegélyében – részben a folyószabályozások miatt – szigetek alakultak ki holtágakkal.
A területtel szembeni Szentendrei sziget belsejét késői holocén korból származó, erősen meszes futóhomok borítja; a pesti oldal egyes területeit az alföldi homoki növényzet jellemzi: nyílt homokpusztagyepek (magyar csenkesz  – Festuca vaginata, rákosi csenkesz – Festuca × wagneri, csikófark – Ephedra distachya, homoki nőszirom – Iris arenaria, homoki kikerics – Colchicum arenarium, Újpestnél: európai homoktövis – Hippophaë rhamnoides), zárt homoki sztyepprétek (homoki árvalányhaj – Stipa borysthenica, szártalan csüdfű – Astragalus exscapus). Helyenként homoki tölgyes zárványok találhatók akácosok, erdeifenyő- és nyártelepítések között.
A homoki flórára jellemzők még a középhegységi dolomitról lehúzódó szubmediterrán fajok (pézsmahagyma – Allium moschatum, kisfészkű hangyabogáncs – Jurinea mollis), de lőfordulnak a homok pannóniai bennszülött fajok is (homoki varjúháj – Sedum hillebrandtii, homoki bakszakáll  – Tragopogon floccosus, homoki fátyolvirág – Gypsophila fastigiata subsp. arenaria).
A területen 400-600 közötti növényfajt számoltak össze, közülük özönfajnak számít pl. a zöld juhar (Acer negundo), bálványfa (Ailanthus altissima), gyalogakác (Amorpha fruticosa), selyemkóró (Asclepias syriaca), amerikai kőris (Fraxinus pennsylvanica), akác (Robinia pseudoacacia), aranyvessző-fajok (Solidago spp.), valamint a tájidegen őszirózsa-fajok (Aster spp.).
A területen található védett fajok száma 40-60-ra tehető.

## Állatvilága

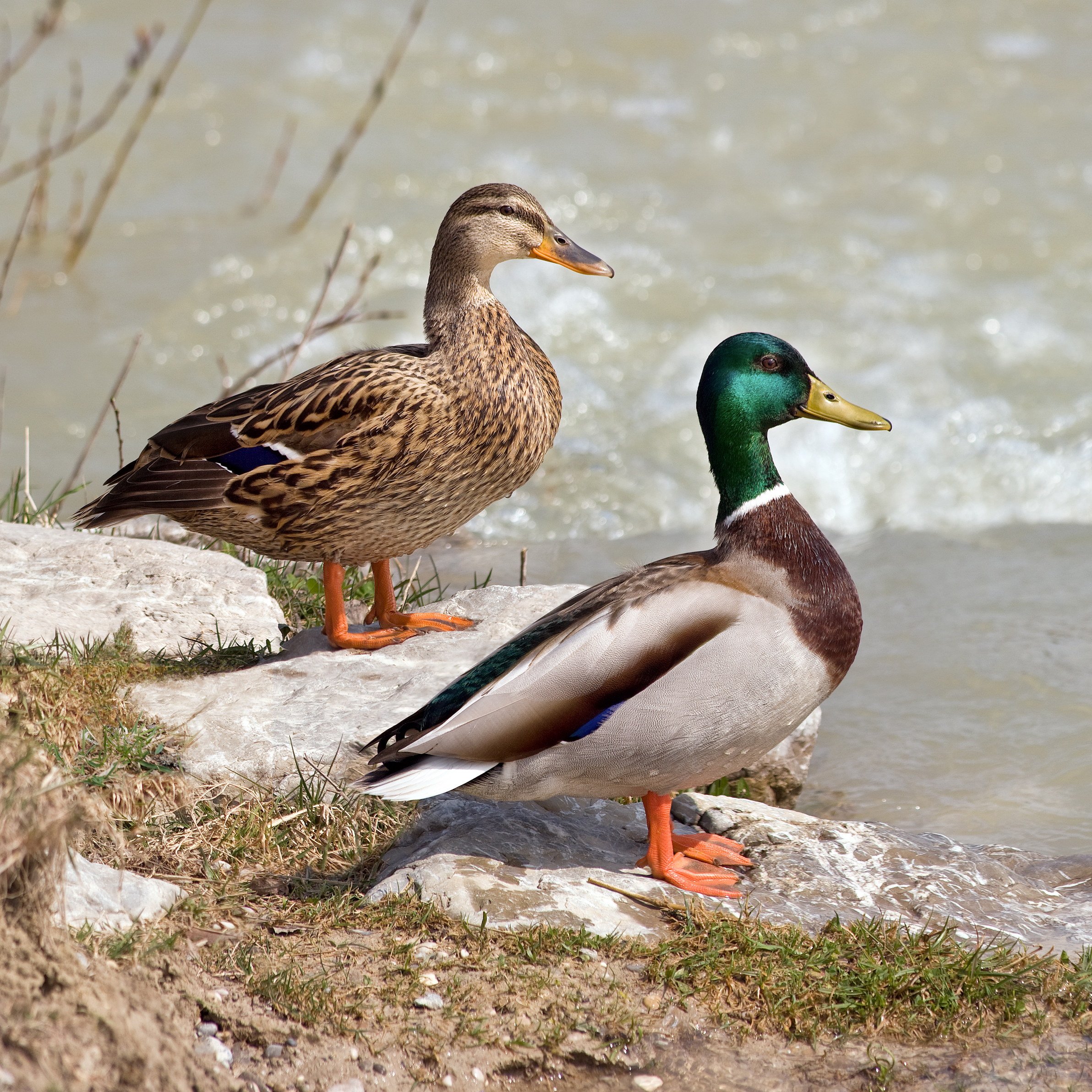
Tőkés récék (Anas platyrhynchos)

A terület állatvilága igen változatos. A Duna mentén ritka csigafajok, mint például a bödön csiga és a rajzos csiga élnek. Megtalálható itt a sárgahasú unka, mocsári teknős, zöld levelibéka és a foltos szalamandra. A hüllők közül: a vizek mentén él a mocsári teknős is.
A  Duna menti holtágakban, mocsarakban és nádasokban pedig a böjti- és a tőkés réce valamint hattyú költ.